# Porté-Puymorens
Porté-Puymorens település Franciaországban, Pyrénées-Orientales megyében. Lakosainak száma 102 fő (2022. január 1.). Porté-Puymorens L’Hospitalet-près-l’Andorre, Mérens-les-Vals, Canillo közösség, Angoustrine-Villeneuve-des-Escaldes, Dorres, Enveitg és Porta községekkel határos.

## Népesség
A település népességének változása:
| Lakosok száma | 125  | 105  | 111  | 101  | 104  | 105  | 106  | 104  | 102  |
|               | 2013 | 2015 | 2016 | 2017 | 2018 | 2019 | 2020 | 2021 | 2022 |